# Андріївка (Михайло-Коцюбинська селищна громада)
Андрі́ївка — село в Україні, у Михайло-Коцюбинській селищній громаді Чернігівського району Чернігівської області. Населення становить 879 осіб. До 2016 орган місцевого самоврядування — Андріївська сільська рада.
Розташоване на річці Балин (права притока Верпепо), за 27 км від Чернігова і за 17 км від залізничної станція Жидиничі. В селі знаходяться Андріївські озера.

## Історія
Давнє поселення Худча (Ходча) княжого часу на р.Верепут ( витікає з урочища Хутча). Назва урочища Рим свідчить про поселення першої сівери.
На річці був млин і гребля Царувка (згадується вперше у 1690 р.). В 16 ст. тут проходив московський кордон (хутір Царівка). За місцевим переказом сюди у ліси посилали царі москалів для освоєння прикордонних лісових форпостів. Перша письмова згадка про село припадає на 1689 р., одночасно була і Андріївська слобідка на іншому березі річки. 
У добу Гетьманщини входило до складу Слабинської сотні Чернігівського полку (1651—1782).
У 1731р. — церква, школа, шинок, маєтність Семена Лизогуба.
У 1780-тих роках у сільському маєтку Марфи Лизогуб жив і працював відомий український історик Олександр Ріґельман. Тут же він помер і похований 1789. Він збудував кам’яний Михайлівський храм, автор двохтомної книги «Літописна повість про Малу Русь, її народ і козаків взагалі» з 27 рисунками.   1781р. — Рігельману належало 58 посполитих хат із 104 сільських хат. На р. Балин Рігельман створив штучний острів з містком з альтанками. У слободі по другій стороні р. Верпуть із 55 хат 48 хат належало монастирю. Хутори Царовка і Тризничовка (Тризни) — 9 хат.  На винокурні В. Рігельмана у 1902 р. працювало 12 робітників.
За даними на 1859 рік у казенному, козацькому й власницькому селі Чернігівського повіту Чернігівської губернії мешкало 1251 особа (633 чоловічої статі та 618 — жіночої), налічувалось 210 дворових господарств, існувала православна церква й винокурний завод.
Станом на 1886 у колишньому державному й власницькому селі Слабинської волості мешкало 2038 осіб налічувалось 362 дворових господарства, існували православна церква, школа, 2 постоялих будинки, 21 вітряний млин, 2 маслобійних і цегельний заводи.
За переписом 1897 року кількість мешканців зросла до 2818 осіб (1419 чоловічої статі та 1399 — жіночої), з яких 2763 — православної віри.
У 1924 р. — 705 дворів і 3274 жителі. Загинули від голоду 1933 р. за офіційними даними 94 людини.
1973 р. — 613 дворів і 1619 жителів.
Кутки — Андріївка, Слобода, Царьовка; урочище — Рим; озерця – круги Тисів, Тарасів, Бойков, Кохнов.
12 червня 2020 року, відповідно до розпорядження Кабінету Міністрів України № 730-р «Про визначення адміністративних центрів та затвердження територій територіальних громад Чернігівської області», увійшло до складу Михайло-Коцюбинської селищної громади.
19 липня 2020 року, в результаті адміністративно-територіальної реформи та ліквідації Чернігівського району (1923—2020) Чернігівської області, увійшло до складу новоутвореного Чернігівського району.

## Населення

### Мова
Розподіл населення за рідною мовою за даними :
| Мова       | Кількість | Відсоток |
| ---------- | --------- | -------- |
| українська | 846       | 96.25%   |
| російська  | 28        | 3.19%    |
| білоруська | 3         | 0.34%    |
| вірменська | 2         | 0.22%    |
| Усього     | 879       | 100%     |

## Сучасність

### Зелений туризм

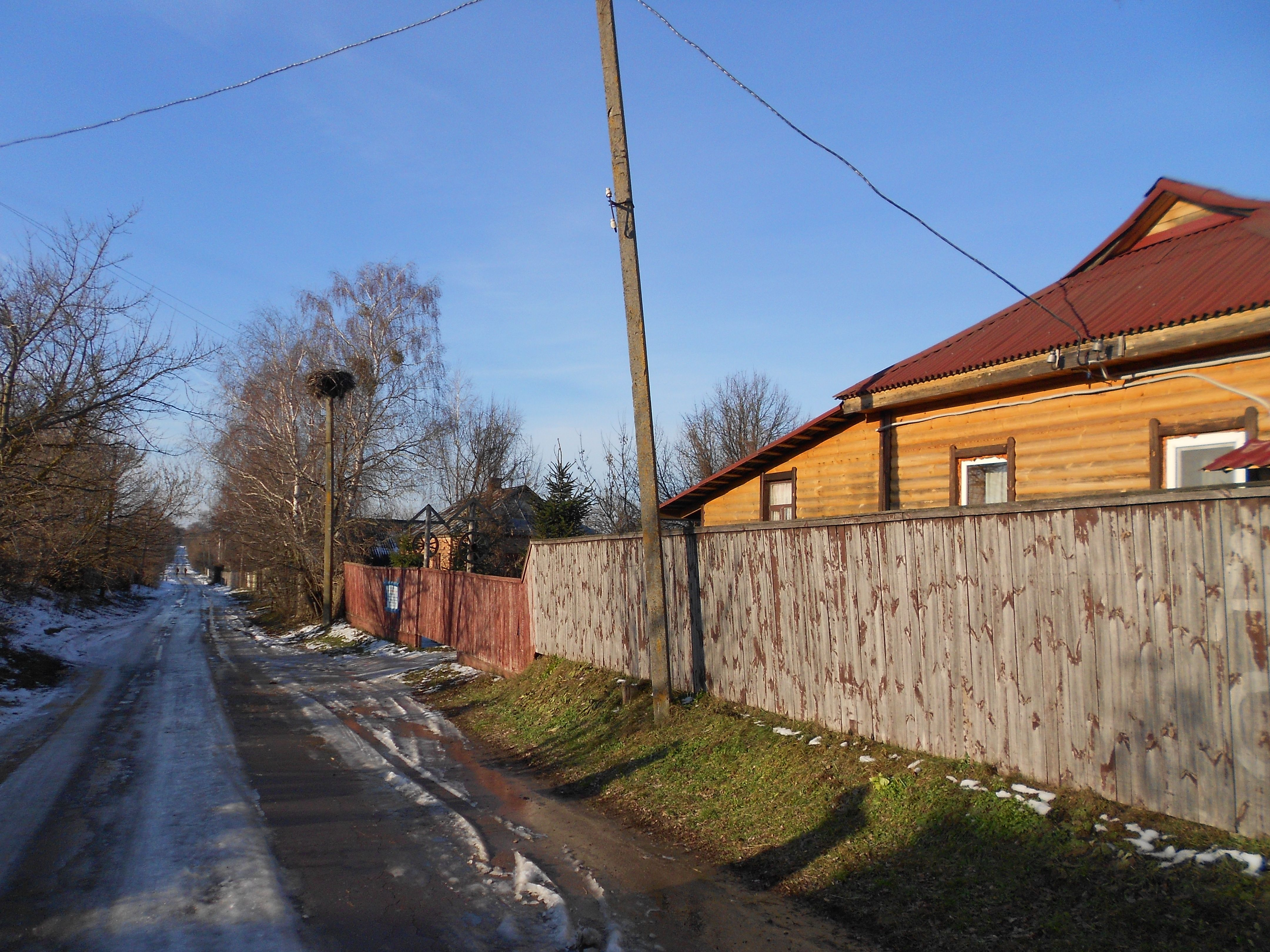
Садиба «Андріївські озера»

В селі діє туристичний комплекс зеленого туризму — «Андріївські озера». Це сімейний бізнес Карпачових, які розпочали цим займатися 6 років тому. На 2014 рік садиба може розмістити до 20 чоловік взимку і до 50 влітку. Є і комфортабельні номери із всіма зручностями і вищою ціною, так і дуже прості, спартанські номери в дерев'яних будиночках за мінімальну ціну. До послуг відпочиваючих пляж на березі озер, а також різноманітна культурна програма, серед якої і походи в ліс з цікавими розповідями про місцеву флору і фауну, і ліпка з глини. Тут же, у садибі, є чимало предметів старовини і побуту української культури — дерев'яні колеса, прялки, інші знаряддя. З цього всього етнографічного матеріалу планується зробити майбутній музей. Ну і, звістно, ж баня!

## Відомі мешканці
- Олександр Ріґельман, український історик доби Гетьманщини;
- Мурахтов Павло Кузьмич (1918—1943) — Герой Радянського Союзу, загинув при визволенні села.[9]
- Коновал Михайло Трохимович (1895 р.н.)– народився в с. Андріївка, професор, працював директором Ботанічного саду в м. Києві.
- Мнівець Михайло Леонович (1903 р.н.)– народився в с. Андріївка, професор, полковник, викладач Московської військової Академії.
- Гапшенко Михайло Сергійович (05.11.1936 р.н.) — механізатор, нагороджений Золотою медаллю ВДНГ «За досягнуті успіхи в розвитку народного господарства СРСР в 1976 р.».
- Дорошок Василь Миколайович (18.02.1948 р.н.) — голова колгоспу ім. Леніна (1976—1982), нагороджений орденом Трудового Червоного прапора, золотою та бронзовою медалями ВДНГ СРСР, працює начальником інспекції державного технічного нагляду Чернігівської облдержадміністрації.
- Шевченко Віктор Кирилович (17.02.1949 р.н.) — працював головним інженером колгоспу ім. Леніна, лауреат Всесоюзного огляду науково-технічної творчості молоді (1974), голова колгоспу ім. Леніна (1982—1985), працював другим секретарем Чернігівського райкому партії (1985—1991), з 1991 р. працює директором районному центрі зайнятості.
- Падій Віктор Васильович (11.03.1959 р.н.) — Заслужений працівник сільського господарства (1999), голова колгоспу в Андріївці (1992—2001), з 2001 р. — голова Чернігівської райспоживспілки.

## Галерея

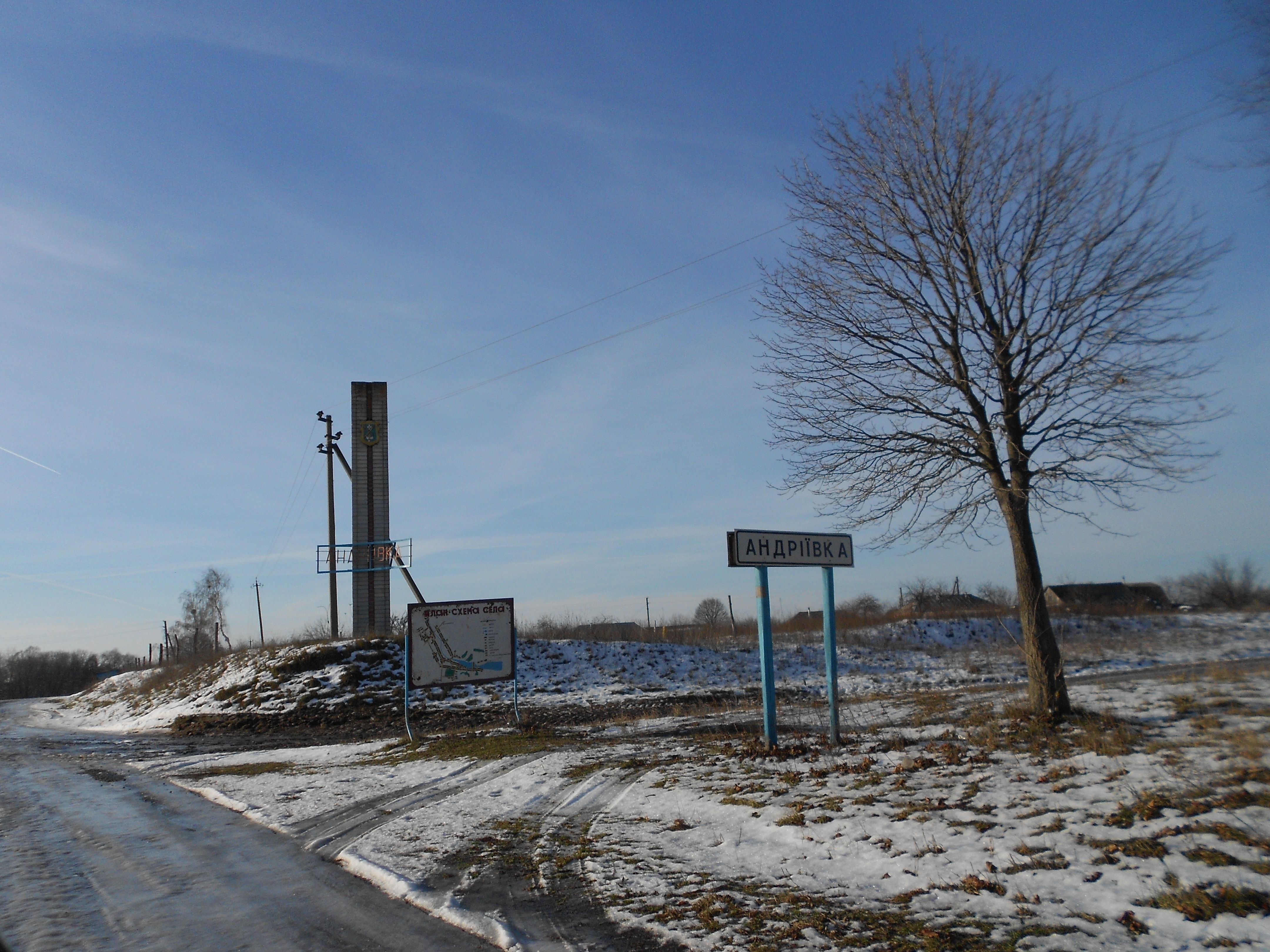
Табличка із назвою села
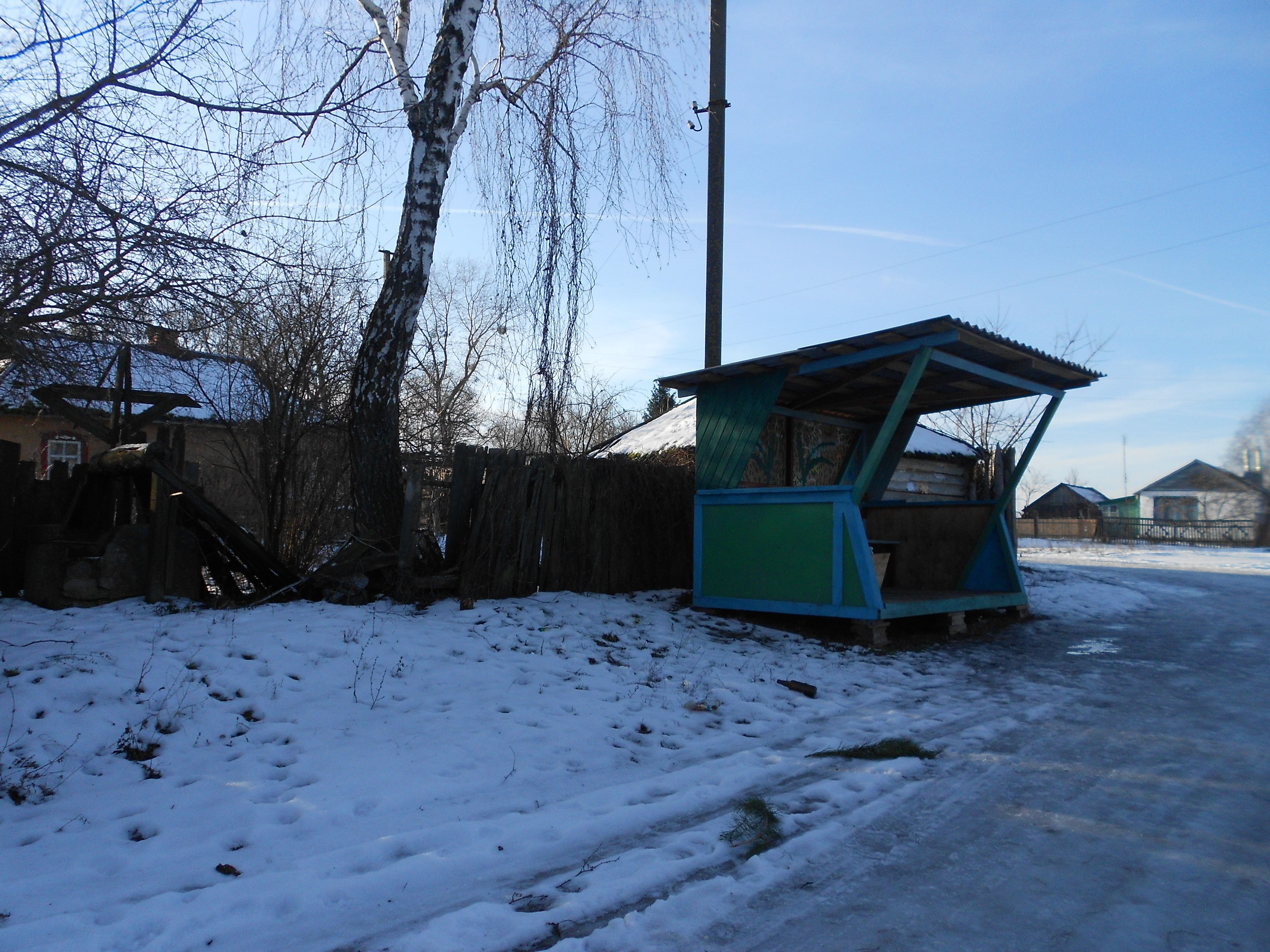
Автобусна зупинка
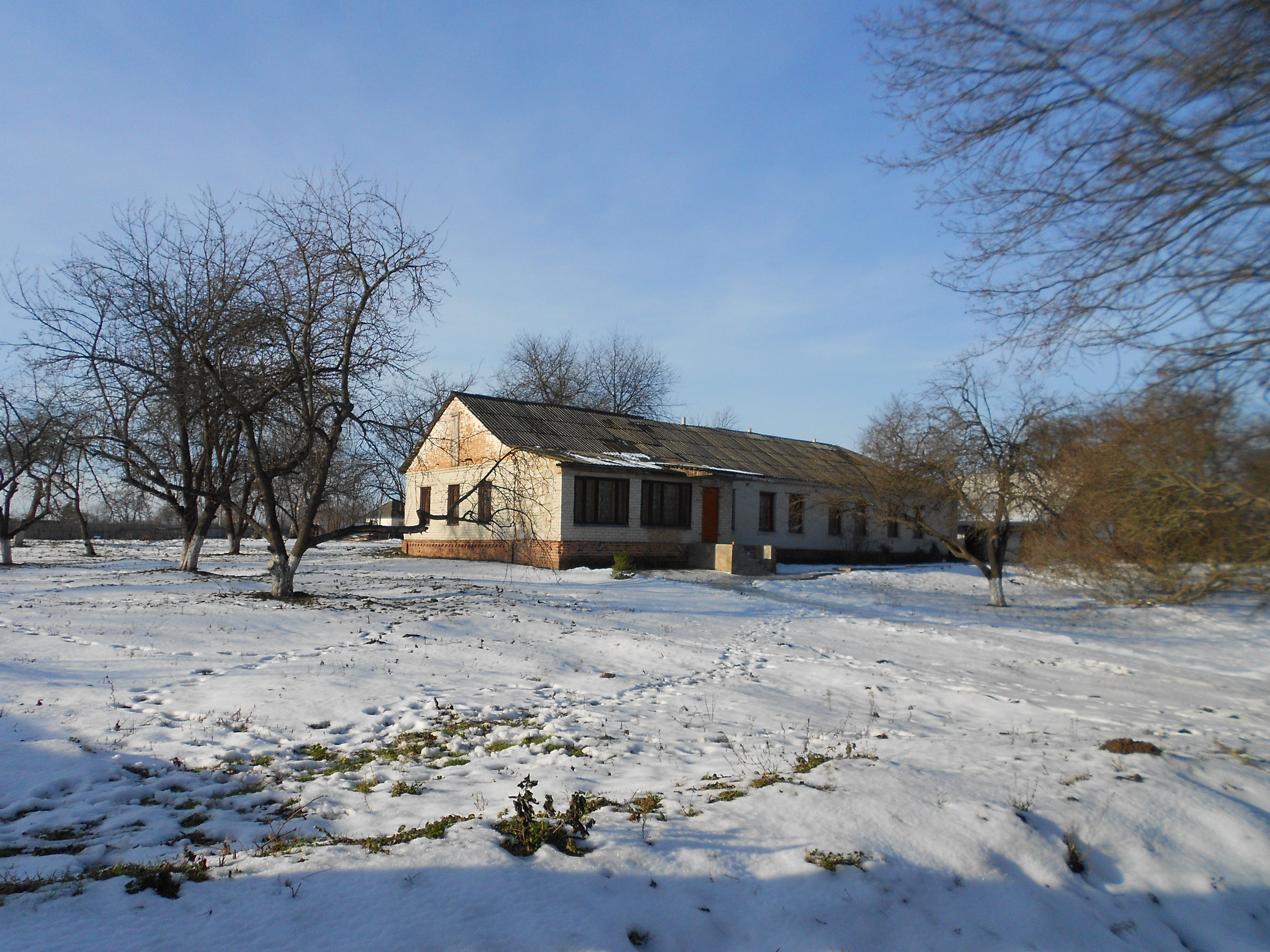
Будинок священика
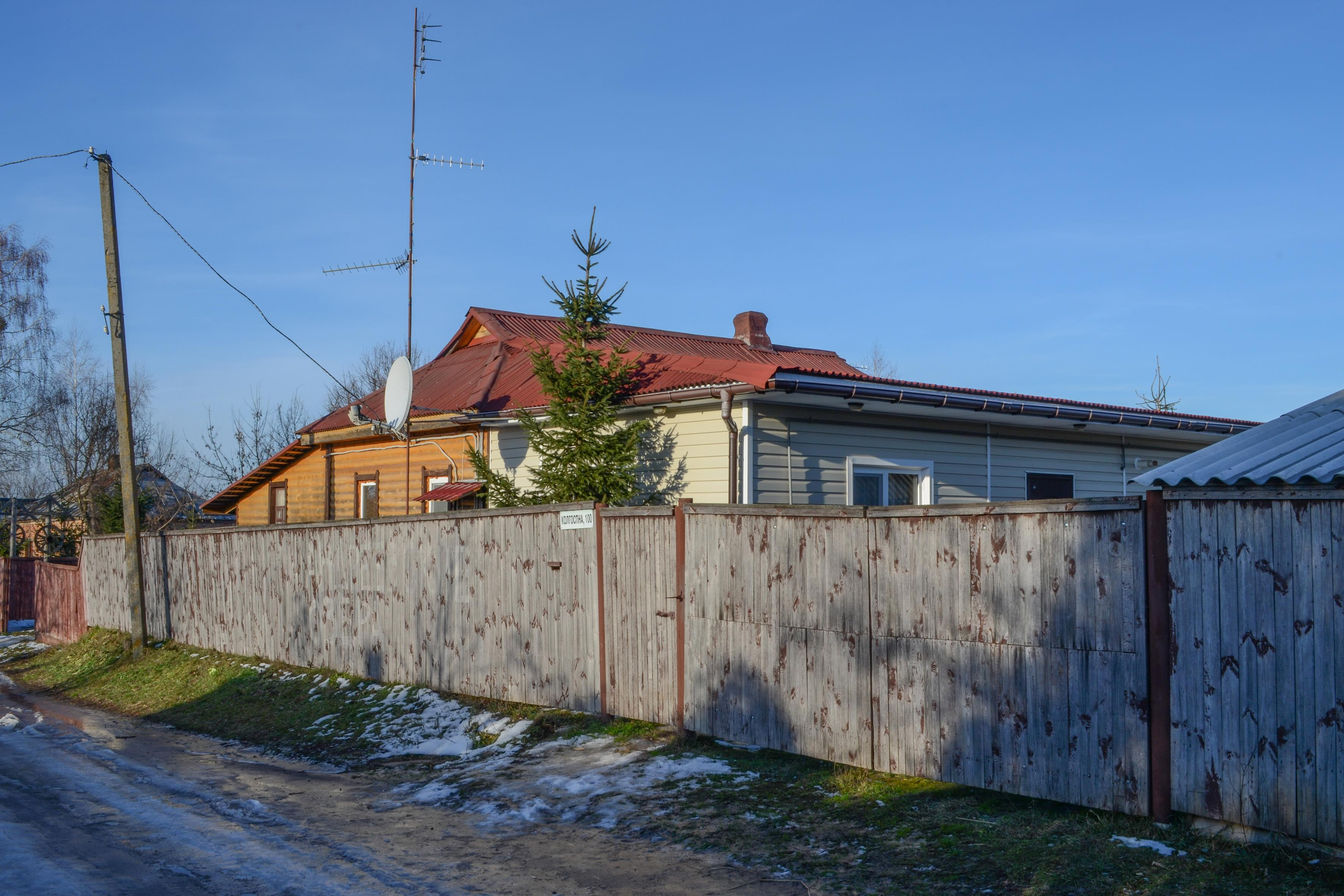
Житловий будинок
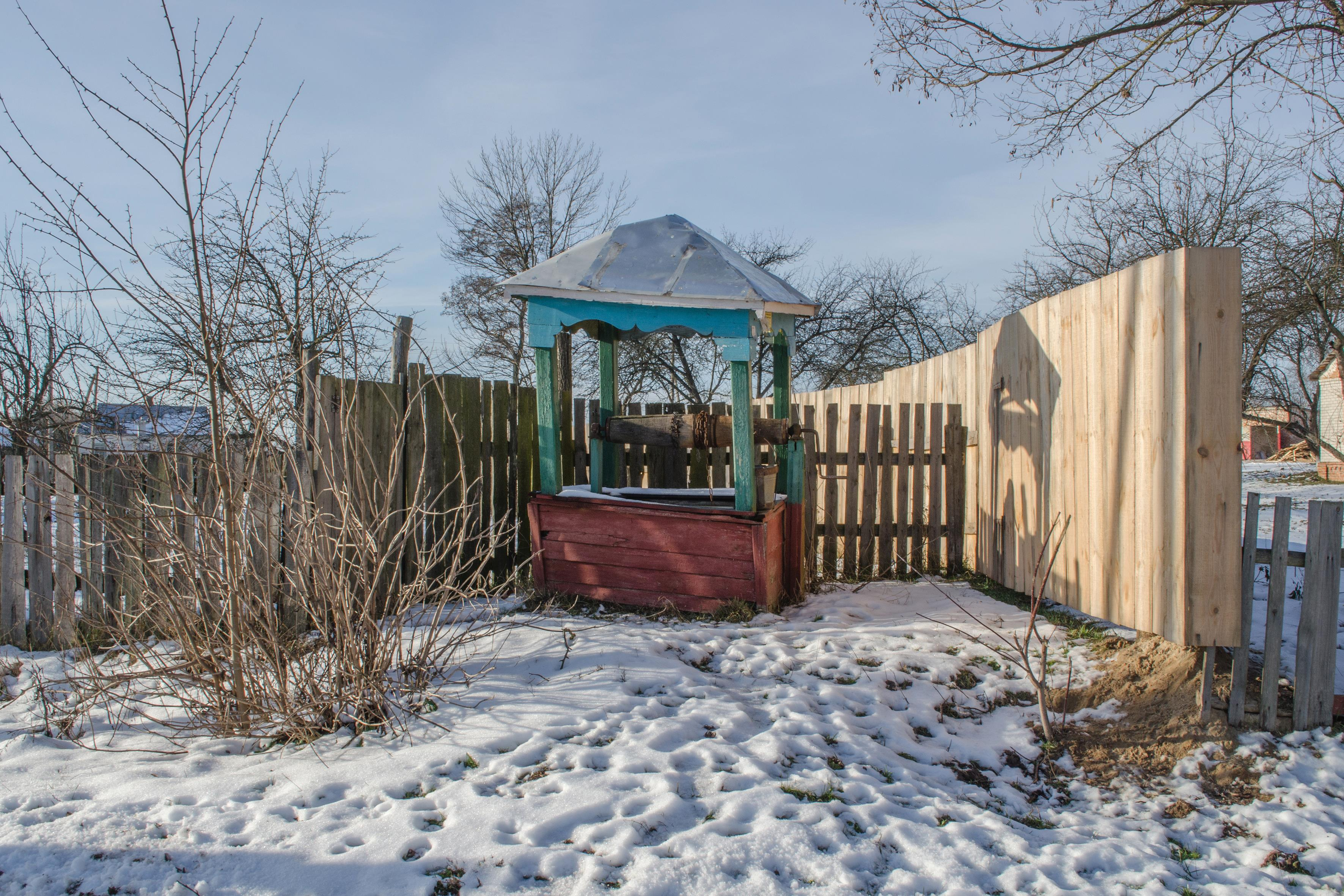
Колодязь
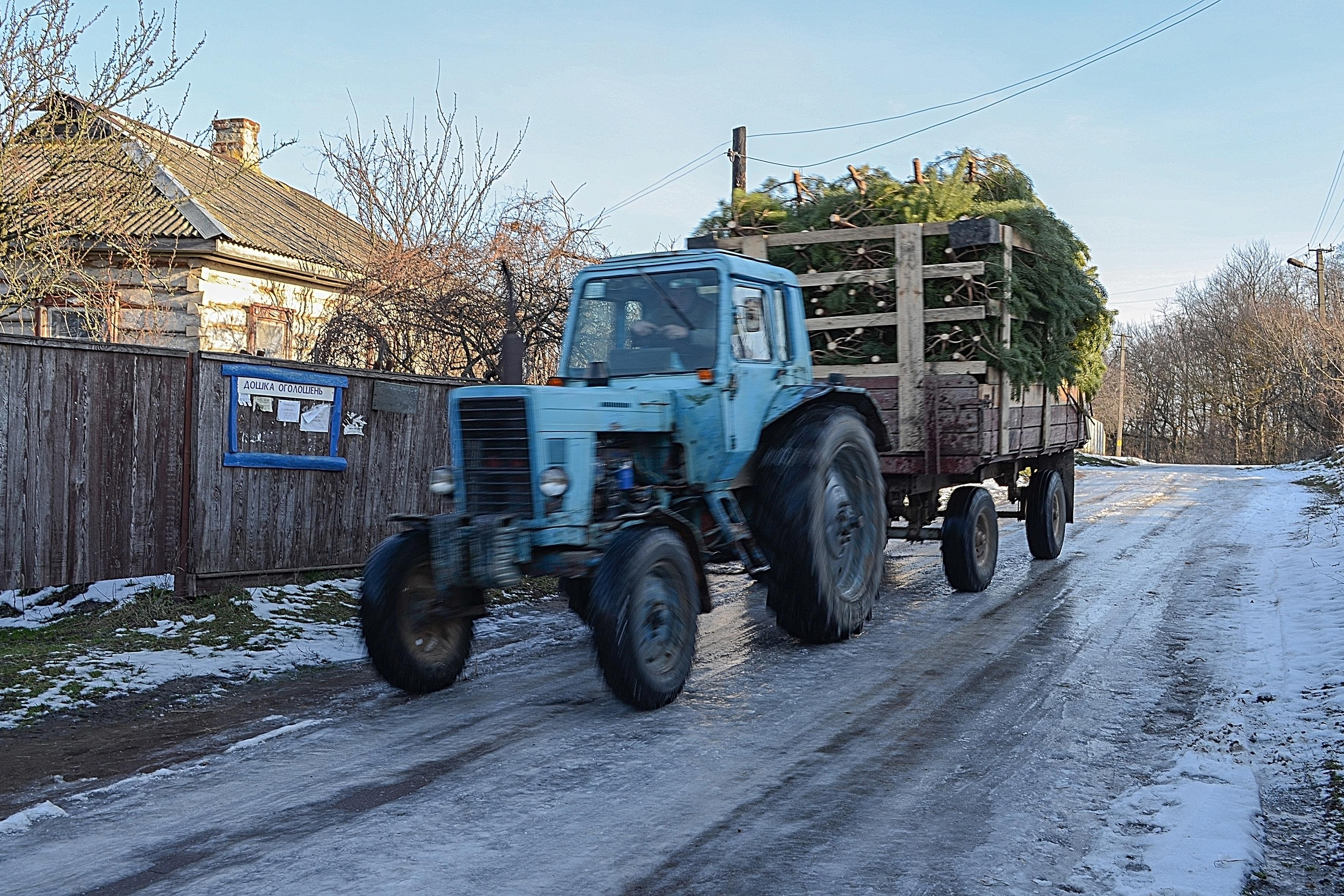
На вулиці
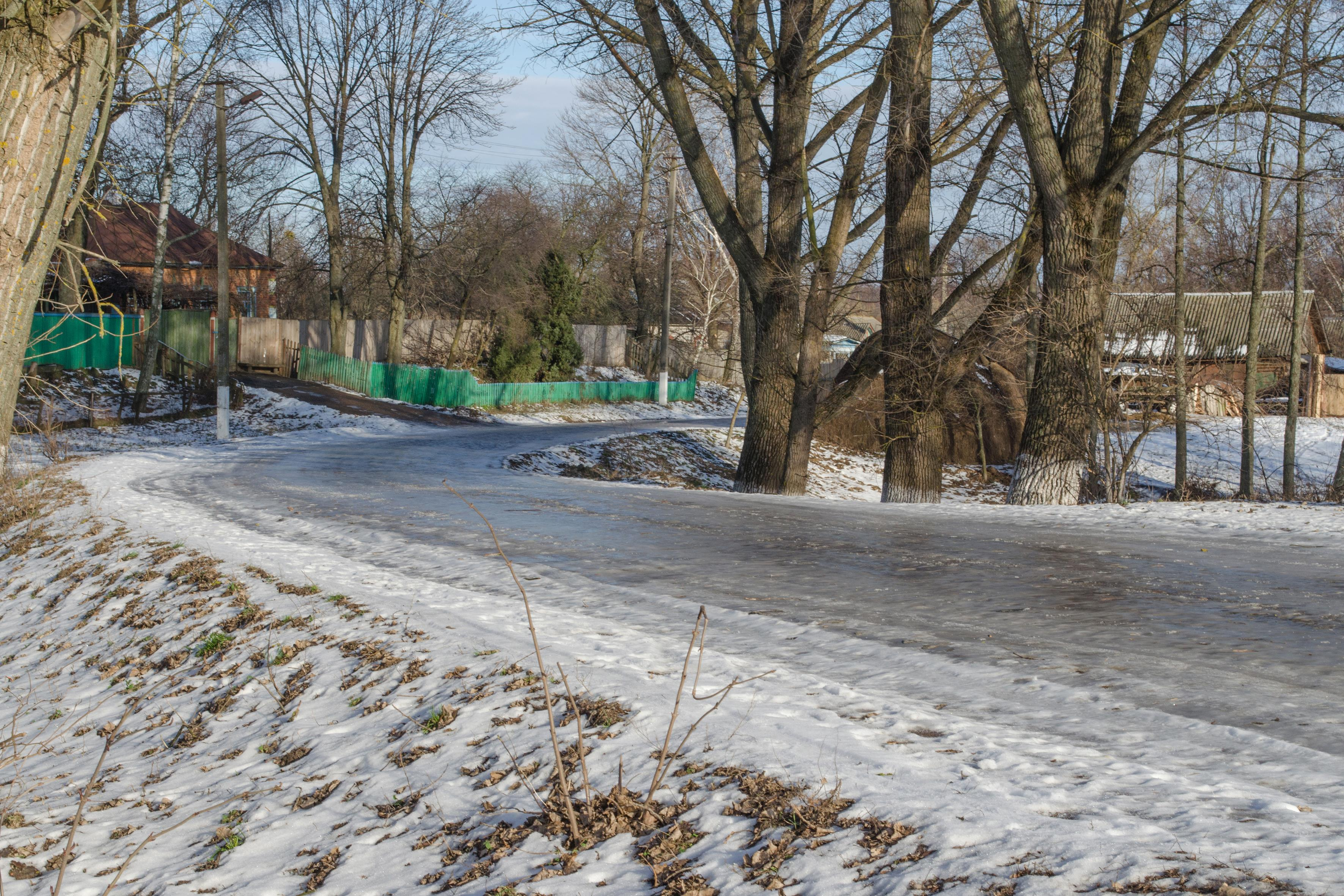
Поворот
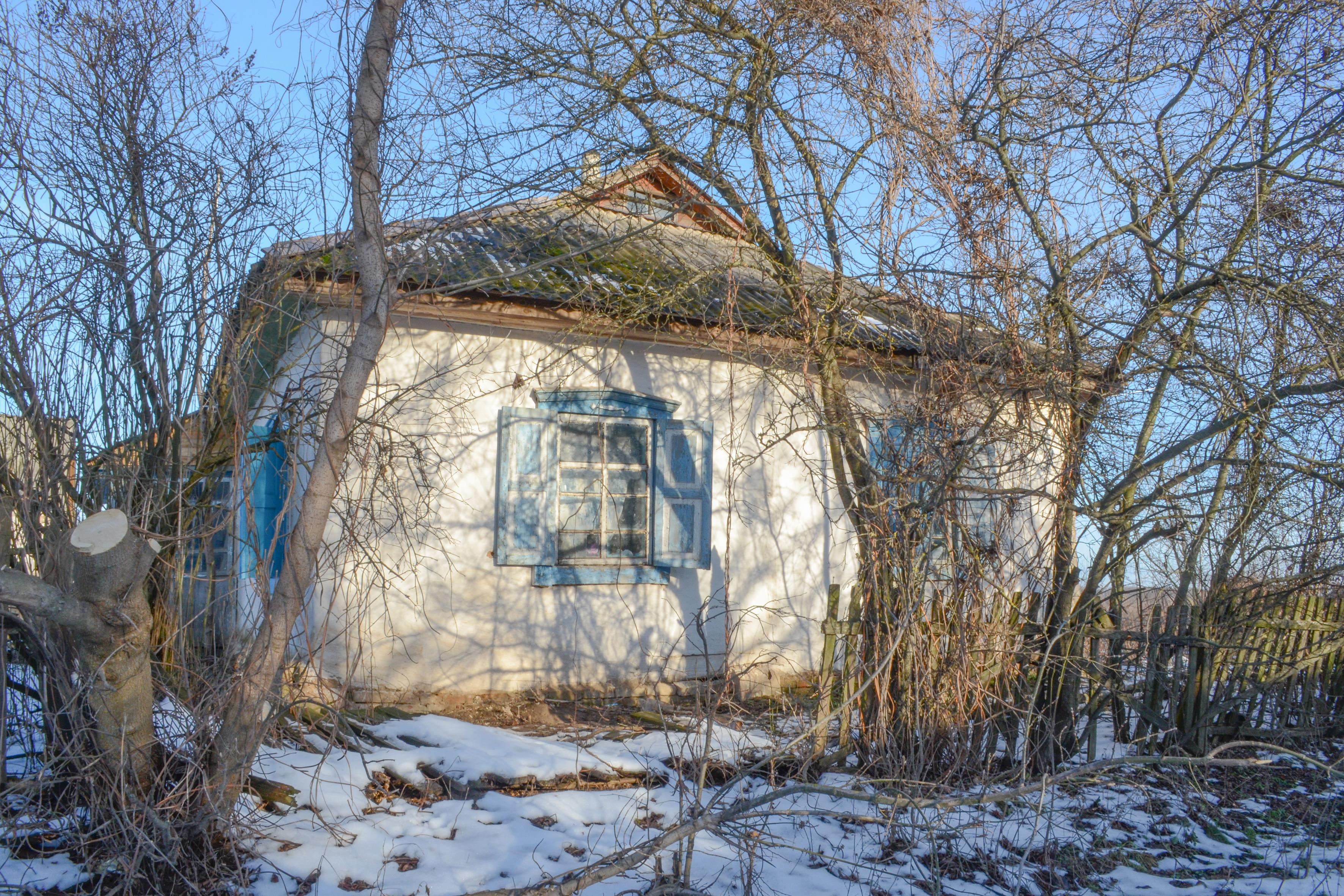
Хата
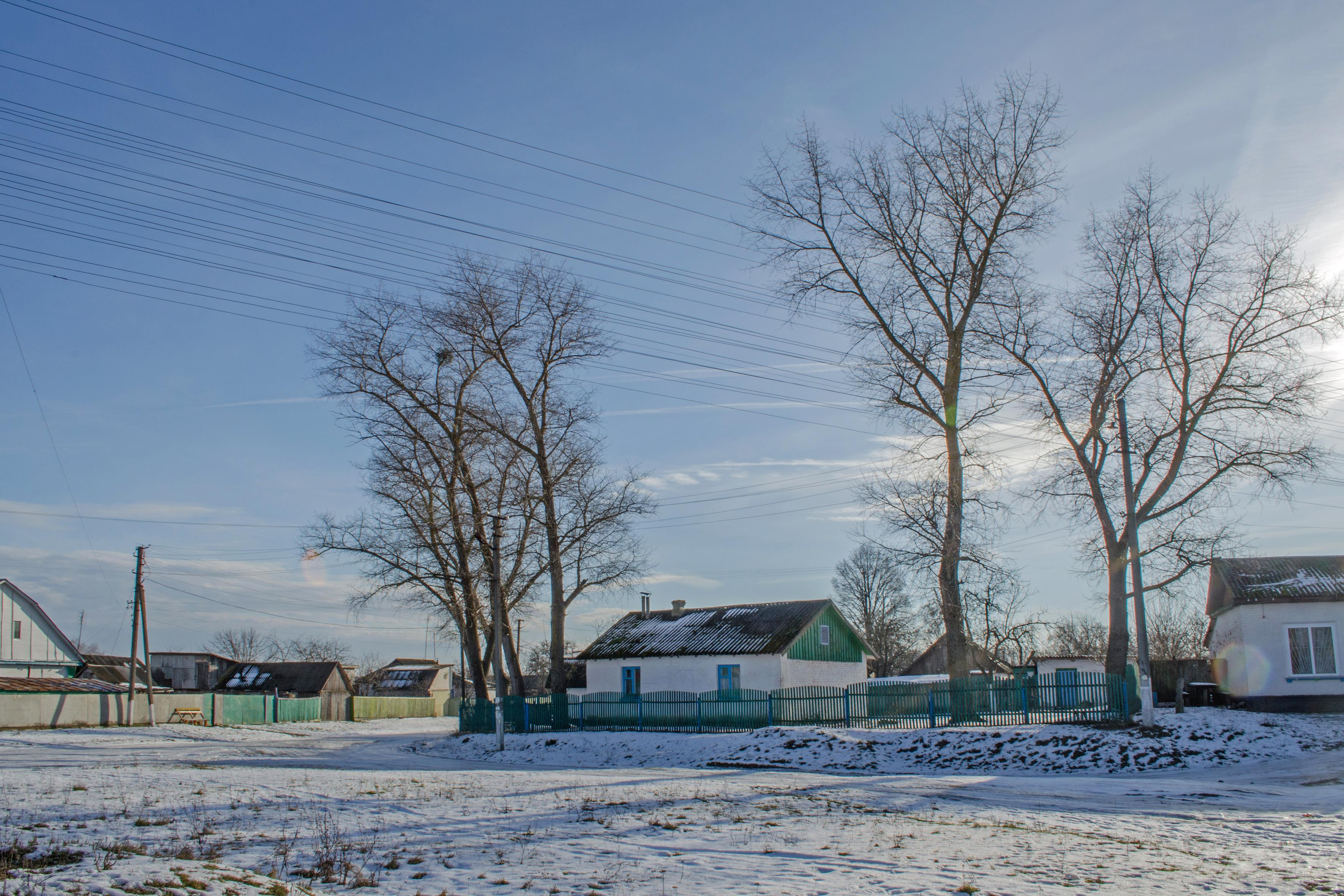
Сільський пейзаж
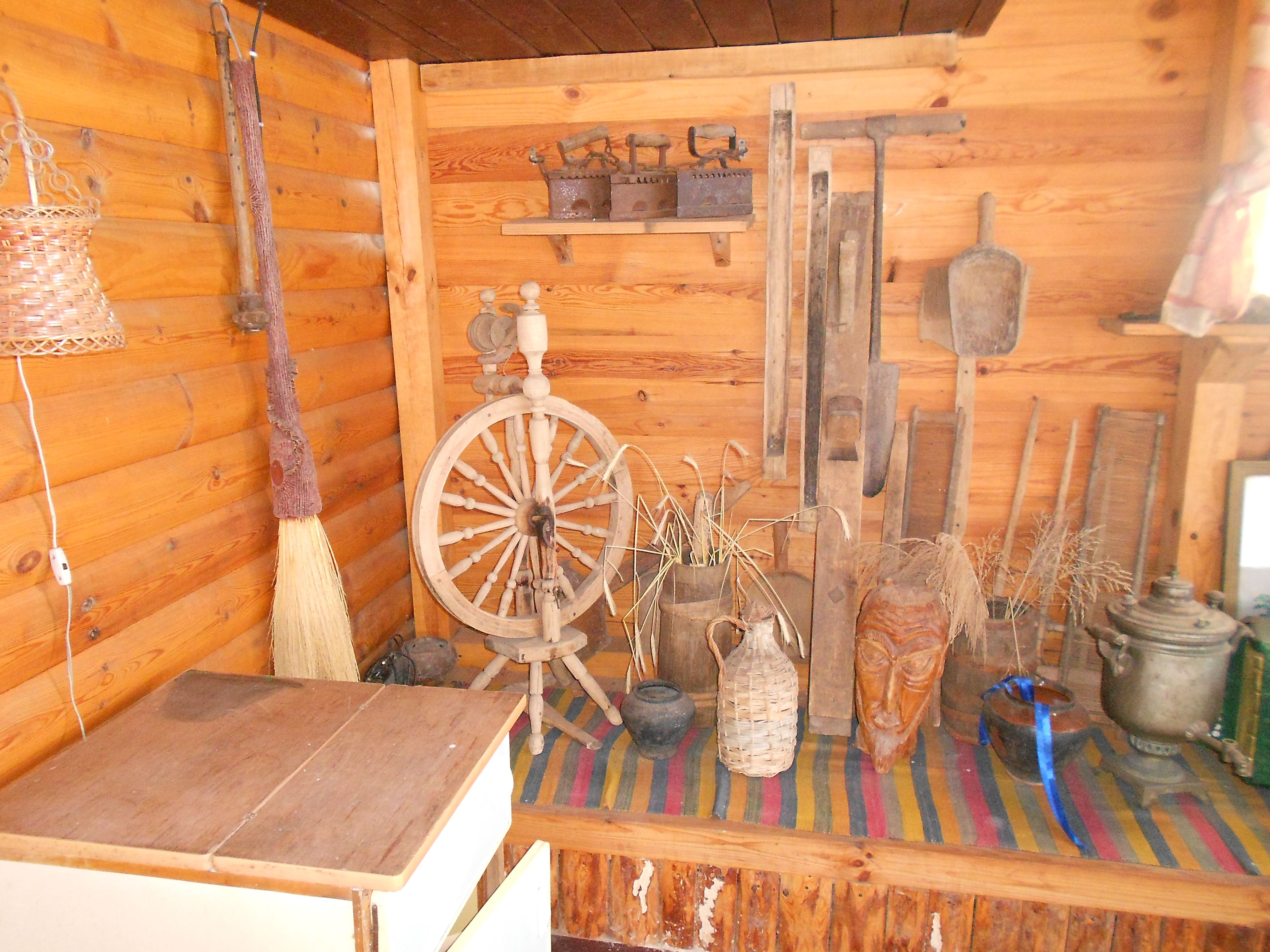
Музей в Андріївці
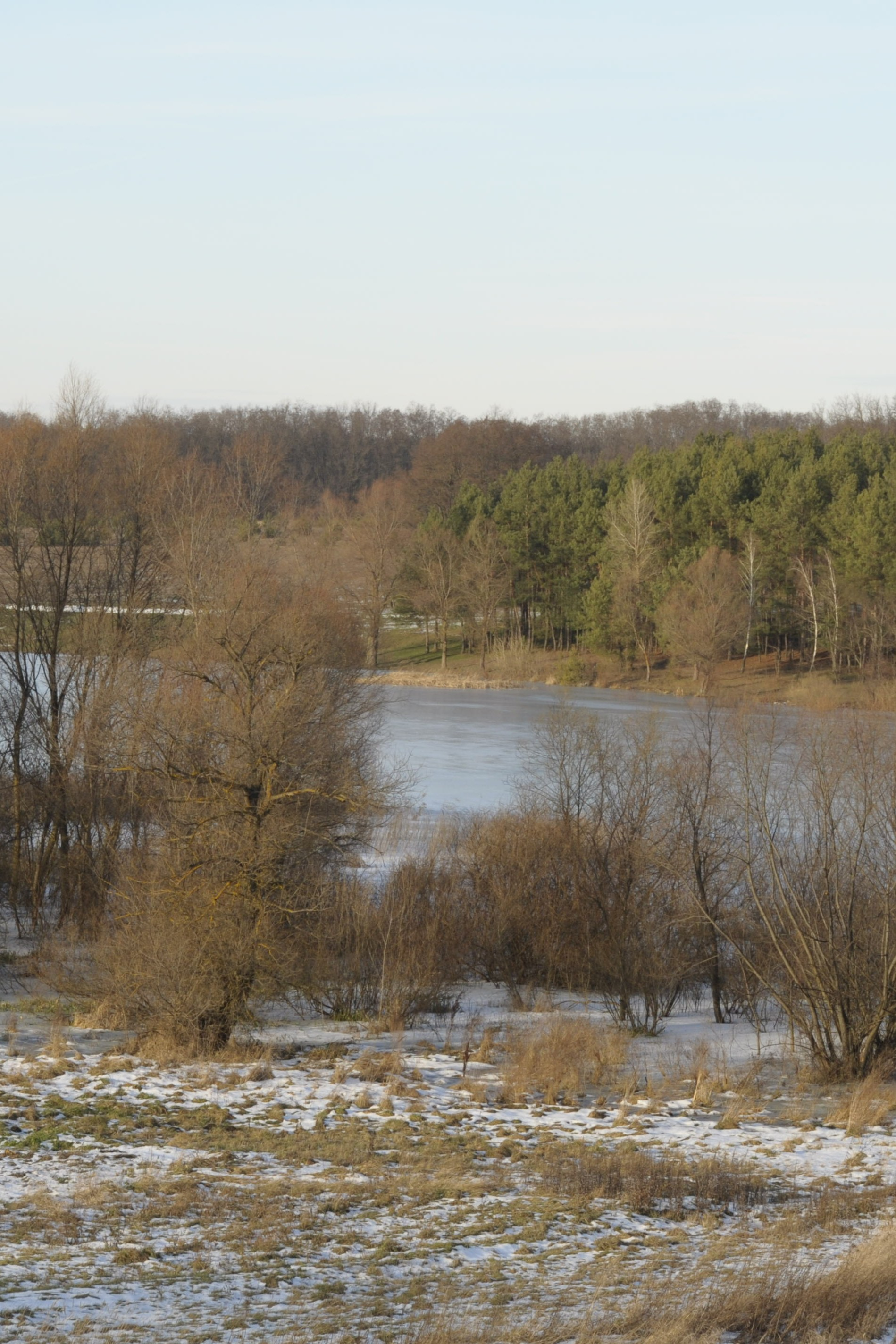
Андріївські озера